# علی اکبرزاده
علی اکبرزاده (زاده ۱۳۳۵) نماینده دوره‌های پنجم و ششم مجلس شورای اسلامی از حوزه انتخابیه ورزقان است.